# George Trakas

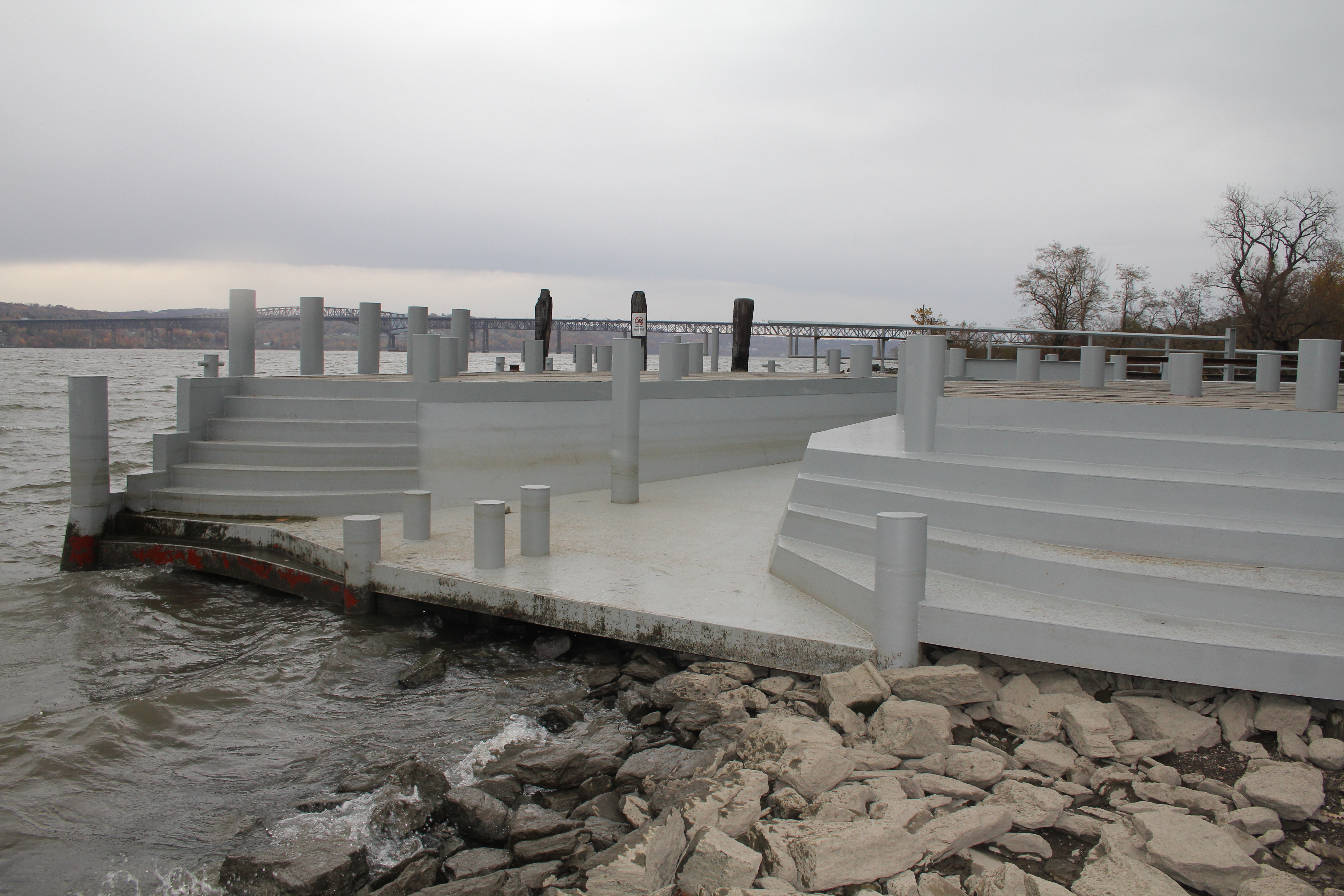
Beacon Point

George Trakas (Quebec, 1944) is een Canadese beeldhouwer en land art-kunstenaar.

## Leven en werk
Trakas werd geboren in Quebec en trok in 1963 naar New York. Hij studeerde geschiedenis aan de New School for Social Research  en kunst aan de Brooklyn Museum Art School en de City University of New York. In 1971 werd hij uitgenodigd voor expositie in Projects: Pier 18 voor conceptuele kunst van curator Willoughby Sharp van het Museum of Modern Art.
Trakas nam in 1977 deel aan documenta 6 en in 1987 aan documenta 8 in de Duitse stad Kassel. In 1978 werd hij, met onder anderen Richard Serra, Robert Morris en David Rabinowitch, uitgenodigd met 2 werken voor de expositie Structures for Behaviour in de Art Gallery of Ontario in Toronto. In 1982 kreeg hij een Guggenheim Fellowship.
De kunstenaar leeft en werkt in New York. 

## Werken (selectie)
- Rock River Union (1976), ArtPark, Lewiston (New York)
- Leon's Bridge (1978), Omaha (Nebraska)
- Sullivan's Passage (1980), Omaha
- Self Passage, Louisiana Museum of Modern Art in Humlebæk (Denemarken)
- Il sentiero dell'amore (1982), Beeldenpark Villa Celle bij Pistoia (Italië)
- Berth Haven (1983), National Oceanic and Atmospheric Administration in Seattle (Washington)
- Isle of View (1985), University of Massachusetts in Amherst (Massachusetts)
- Bayview Station (1987), Western Washington University in Bellingham (Washington)
- Hook, Line, and Sinker (2004)[1], Station Atlantic Avenue (Brooklyn) van de Metro van New York
- Beacon Point (2007)[2], Beacon (New York)
- Newtown Creek Nature Walk (2007)[3], Newtown Creek Water Pollution Control Plant in Brooklyn